# Anthidium flaviventre
Anthidium flaviventre är en biart som beskrevs av Heinrich Friese 1925. Anthidium flaviventre ingår i släktet ullbin, och familjen buksamlarbin. Inga underarter finns listade i Catalogue of Life.